# Blastobasis adustella
Blastobasis adustella — вид лускокрилих комах родини бластобазид (Blastobasidae).

## Поширення
Вид був ендеміком Австралії, але зараз завезений до Західної Європи (Велика Британія, Ірландія, Нідерланди, Мадейра, Азорські острови).

## Опис
Розмах крил становить 15-20 мм.

## Спосіб життя
Метелики літають з серпня по вересень. Личинки харчуються різноманітною рослинною їжею, включаючи гниючу рослинну речовину, а також насіннєвими головками Dipsacus fullonum в Європі.